# Albert Benjamin Prescott
Albert Benjamin Prescott (12 de dezembro de 1832 , Hastings, Nova York - 25 de fevereiro de 1905)) foi um químico estadunidense. Ele se formou em medicina na Universidade de Michigan em 1864 e foi nomeado professor assistente de química orgânica e aplicada, reitor da escola de farmácia e diretor do laboratório químico ao longo dos anos. O professor Prescott foi presidente da American Chemical Society em 1886, presidente da American Association for the Advancement of Science em 1891 e presidente da Associação Americana de Farmacêuticos em 1900. Ele está enterrado com sua esposa e filhos no cemitério Forest Hill, adjacente ao campus central da Universidade de Michigan.

## Juventude
O professor Prescott nasceu em 12 de dezembro de 1832 em Hasting, Nova York. Ele era o caçula de quatro filhos da casa de Benjamin Prescott e Experience Huntley Prescott. Seu ancestral John Prescott migrou da Inglaterra para Boston em 1640. William Hickling Prescott, o historiador proeminente, e o coronel William Prescott, o comandante na batalha de Bunker Hill, também eram da mesma linhagem de Albert Prescott. Com tantas figuras influentes em sua família, Prescott, sem dúvida, mostrou o desejo de sucesso desde cedo. Infelizmente, aos nove anos de idade, ele sofreu uma lesão grave no joelho direito em uma grande queda que o aleijou para o resto da vida. A oposição de sua mãe em amputar a perna evitou complicações adicionais, mas a lesão fez com que ele ficasse dentro de casa por cerca de cinco anos. Essa foi a “época de sementeira de seu futuro”. Durante esses anos, ele desenvolveu um interesse por literatura e escrita. Ele leu uma vasta coleção de livros da biblioteca que circulava no distrito em sua casa e escreveu pequenas resenhas e histórias sobre eles. Sob a orientação de sua irmã e tutores particulares, ele ganhou conhecimento de latim, francês, Alemão e vários ramos da ciência. Seu pai, Benjamin Prescott, morreu em 1848, deixando seu filho mais velho encarregado da casa. Prescott, de dezesseis anos, decidiu se juntar ao irmão mais velho para trabalhar na fazenda pelos próximos três anos, enquanto continuava seus estudos. Naquela época, ele se juntou ao protesto anti-escravidão tornando-se correspondente de um jornal chamado The Liberator. Ele também trabalhou como correspondente do New York Tribune em 1853.

## Educação
Enquanto trabalhava como correspondente, ele continuou seus estudos com instrução particular. Ele gostava de história, literatura e escrita, mas encontrou sua verdadeira paixão pela ciência e obras analíticas. Ele decidiu seguir a carreira de médico e começou a se preparar para entrar na faculdade de medicina. Ele ensinou na escola do bairro enquanto se preparava para a admissão. Em 1857, ele começou a trabalhar para um médico conhecido chamado Dr. Greenleaf de Brewerton, NY.  Dr. Greenleaf foi seu mentor por três anos até entrar no departamento de Medicina e Cirurgia da Universidade de Michigan em 1860, graduando-se em Doutor em Medicina em 1864.

## Início de carreira
Após a graduação em 1864, o Dr. Prescott ingressou no Exército da União e foi nomeado Cirurgião Assistente no Hospital Totten de Louisville, Kentucky, após passar no exame de serviço médico do Exército dos Estados Unidos. Mais tarde na guerra , ele se tornou membro da Junta Médica de Examinadores e Cirurgião-chefe do Foundry Hospital em Louisville. Poucos meses depois, ele foi nomeado o cirurgião-chefe do Jefferson General Hospital nas proximidades de Port Fulton. Em 1865, ele foi demitido do exército com a patente de capitão Brevet. Depois de deixar o exército, o Dr. Prescott aceitou a oferta para ser professor assistente de química e conferencista de química orgânica e metalurgia na Universidade de Michigan. Em 1868, ele estava encarregado da recém-formada Escola de Farmácia. Dois anos depois, foi promovido a professor de Química Orgânica e Aplicada e Farmácia. Em 1879, tornou-se reitor da Escola de Farmácia e, em 1884, diretor do Laboratório de Química.

## Contribuição para a educação farmacêutica
Mudanças revolucionárias no currículo da educação farmacêutica foram uma das maiores realizações do Dr. Prescott. Ao longo do século XIX, um pré-requisito para o estudo farmacêutico de nível superior baseava-se principalmente em programas de aprendizagem em que os farmacêuticos aprendiam de maneira prática. De acordo com o professor Edward Parrish, membro do Philadelphia College of Pharmacy, o objetivo dos programas de aprendizagem era dar aos alunos uma experiência pré-profissional e prepará-los para a admissão em cursos oferecidos por faculdades. No entanto, não havia requisitos legais para o treinamento preparatório no ensino médio antes da inscrição em um programa de aprendizagem. Assim, a Faculdade de Farmácia continuou a matricular alunos que eram especialistas em memorizar nomes de medicamentos e fazer trabalho prático, mas não tinham conhecimentos básicos de ciências básicas. Assim que o Dr. Prescott assumiu a responsabilidade pela Escola de Farmácia da Universidade de Michigan , ele deu um passo bastante inovador ao lançar um programa que não apenas oferecia ampla experiência laboratorial em ciências básicas, mas também eliminava a exigência de aprendizado pela primeira vez na história. Muitos incluindo, o editor do American Journal of Pharmacy, William Procter estavam céticos quanto ao mérito do diploma oferecido na Universidade devido a tais requisitos de cursos não tradicionais. Dr. Prescott foi até mesmo negado a ser um delegado na reunião da American Pharmaceutical Association (APhA) em 1871. De acordo com a cláusula do estatuto da APhA, "Todas as faculdades de farmácia ou organizações farmacêuticas locais terão direito a cinco representantes" mas a Universidade de Michigan não se enquadrou na definição de Escola de Farmácia ou Organização Farmacêutica devido ao seu currículo diferente. Seguindo o relatório da APhA, o Dr. Prescott apresentou sua resposta dizendo que o aprendizado não era a melhor maneira de ensinar os alunos, pois ignorava a natureza dos materiais com os quais os alunos lidam. Ele ainda apoiou seu argumento, dizendo que “o farmacêutico que treinou o aprendiz também foi beneficiário de um aprendizado não cientificamente orientado”, portanto, não houve nenhum avanço líquido no conhecimento farmacêutico real. Além de defender a educação farmacêutica baseada em laboratório, ele promoveu cursos preparatórios antes de se matricular na faculdade. Ele fez "três anos de escolaridade em latim e alemão, álgebra por meio de equações quadráticas, botânica e física elementar, além de aritmética por involução e evolução, e a redação correta do inglês" um requisito para a Universidade de Michigan antes da matrícula para garantir compreensão para os cursos de nível superior. Os passos inovadores do Dr. Prescott podem não ter sido bem recebidos no início, mas, eventualmente, educadores e líderes encarregados da educação farmacêutica perceberam a importância de seus atos e se adaptaram às novas mudanças.

## Legado e memoriais
A Prescott House no dormitório East Quadrangle no campus central da Universidade de Michigan foi nomeada em sua homenagem. Além disso, uma das primeiras organizações estudantis associada ao College of Pharmacy foi chamada Prescott Club. 

## Livros
- Análise Química Qualitativa (1874; quinta edição, 1901)
- Química de licores alcoólicos (1875)
- Outlines of Proximate Organic Analysis (1875; segunda edição, 1877)
- Primeiro livro de química qualitativa (1879; décima primeira edição, 1902)
- Análise Orgânica (1887; segunda edição, 1889)